# Rob Buck
Robert N. "Rob" Buck (1 de agosto de 1958 — 19 de dezembro de 2000) foi um guitarrista americano, mais conhecido como membro fundador da banda de rock 10,000 Maniacs.
Algumas de suas composições com Natalie Merchant foram gravadas com a banda 10,000 Maniacs, incluindo "What's the Matter Here", "Hey Jack Kerouac", "You Happy Puppet"  e "These Are Days".
Ele permaneceu no grupo de 1981 até sua morte em 2000, enquanto estava em turnê em Nova York , Buck foi levado às pressas para o hospital quando foi descoberto que estava sofrendo de doença hepática aguda. Ele foi transferido para a Universidade de Pittsburgh Medical Center para o tratamento, porem sua condição piorou rapidamente, apesar dos esforços das equipes principais de transplante na instalação.

## Discografia
Com a banda 10,000 Maniacs
- Human Conflict Number Five (1982)
- Secrets of the I Ching (1983)
- The Wishing Chair (1985)
- In My Tribe (1987)
- Blind Man's Zoo (1989)
- Hope Chest: The Fredonia Recordings 1982-1983 (1990)
- Our Time in Eden (1992)
- MTV Unplugged (1993)
- Love Among the Ruins (1997)
- The Earth Pressed Flat (1999)
- Campfire Songs: The Popular, Obscure and Unknown Recordings (2004)

Outros trabalhos
- Victory Gardens (1991) with John & Mary – lead guitar, mandolin
- The Weedkiller's Daughter (1993) with John & Mary – lead guitar
- The Pinwheel Galaxy (2003) with John & Mary – backwards guitar
- Kerouac: Kicks Joy Darkness (2000) with Danny Chauvin and Tony White as Hitchhiker-Guitars and Looping